# Dème d'Ithaque
Le dème d'Ithaque, en grec moderne : Δήμος Ιθάκης / Dímos Ithákis, est un dème du district régional de l'île du même nom, en Grèce.
Selon le recensement de 2011, la population du dème compte 3 231 habitants.
Le siège du dème, tout comme celui du district régional, est le village de Vathy (1 700 âmes), également nommée Ithaque.